# Diaphorus exarmatus
Diaphorus exarmatus är en tvåvingeart som beskrevs av Octave Parent 1932. Diaphorus exarmatus ingår i släktet Diaphorus och familjen styltflugor. Inga underarter finns listade i Catalogue of Life.